# Cluster maritime français
 (juillet 2025).
Motif : Où sont les sources secondaires, centrées et indépendantes qui montrent que les critères d'admissibilité sont atteints ?
- Archive Wikiwix
- Bing
- Cairn
- DuckDuckGo
- E. Universalis
- Gallica
- Google
- G. Books
- G. News
- G. Scholar
- Persée
- Qwant
- (zh) Baidu
- (ru) Yandex

| 1. | Préciser le motif de la pose du bandeau. | Précisez le motif de la pose du bandeau en utilisant la syntaxe suivante : {{admissibilité à vérifier\|date=juillet 2025\|motif=remplacez ce texte par le motif}}                              |
| 2. | Informer les utilisateurs concernés.     | Pensez à avertir le créateur de l'article, par exemple, en insérant le code ci-dessous sur sa page de discussion : {{subst:avertissement admissibilité à vérifier\|Cluster maritime français}} |

Vous pouvez aider à l'améliorer ou bien discuter des problèmes sur sa page de discussion.
- Le fond est à vérifier. Si vous venez d’apposer le bandeau, merci d’indiquer ici les points à vérifier. (Marqué depuis juillet 2025)

Vous pouvez aider à l'améliorer ou bien discuter des problèmes sur sa page de discussion.
- Il ne cite pas suffisamment ses sources. Vous pouvez indiquer les passages à sourcer avec {{référence nécessaire}} ou {{Référence souhaitée}}, et inclure les références utiles en les liant aux notes de bas de page. (Marqué depuis juillet 2025)
- Son texte doit être wikifié : il ne correspond pas à la mise en forme Wikipédia (style, typographie, liens internes, liens entre les wikis, etc.). (Marqué depuis juillet 2025)
- Son ton est trop promotionnel ou publicitaire, voire hagiographique. Le texte doit adopter un ton neutre et encyclopédique. (Marqué depuis juillet 2025)

- Archive Wikiwix
- Bing
- Cairn
- DuckDuckGo
- E. Universalis
- Gallica
- Google
- G. Books
- G. News
- G. Scholar
- Persée
- Qwant
- (zh) Baidu
- (ru) Yandex

 (juillet 2025).
L'article doit être relu — et modifié si nécessaire — par des contributeurs indépendants pour apporter un regard critique aux contributions effectuées en violation des conditions d'utilisation de Wikipédia, tant sur la forme (notamment concernant le style encyclopédique, la proportionnalité) que sur le fond (la neutralité de point de vue, la qualité et l'indépendance des sources).
Le Cluster maritime français, abrégé CMF, est une association fondée en 2006 dans le but de réunir les parties prenantes de l'économie bleue.
Avec près de 500 adhérents, ses principaux objectifs sont de promouvoir l'économie maritime durable et responsable, de favoriser les synergies entre les parties prenantes de la communauté maritime et de représenter la filière maritime auprès des institutions publiques.

## Histoire
Des acteurs institutionnels adhérent à Cluster maritime français comme Crédit mutuel Arkéa en 2022 et Lorient Agglomération le 5 juillet 2025,.

## Objectifs et missions
Le Cluster maritime français mène trois grandes missions d'intervention :

### Communication institutionnelle
Le CMF informe sur l'économie maritime française et ses principaux secteurs, les savoir-faire industriels des acteurs, les atouts géographiques et les richesses du territoire marin français. Annuellement, le CMF fait un état des lieux des données de l'économie maritime publiées et communiquées aux entreprises et aux autorités publiques.

### Synergies opérationnelles
Le CMF développe des synergies entre ses membres afin de créer des opportunités d'innovation et de business. Il propose également des opérations de réseautage pour les entreprises, les institutionnels et les élus. Des groupes de travail thématiques, ou « groupes de synergie », leur sont régulièrement proposés afin d’échanger et d’élaborer des livrables de travail sur le sujet en cours.

### Actions d'influence
Le CMF intervient auprès des décideurs et des pouvoirs publics à la demande de ses membres pour des dossiers stratégiques et essentiels à l’intérêt de l’ensemble de la filière maritime. Le Conseil Français de la Mer (CFM) a été créé en 2017 afin de développer la filière maritime grâce à l'élaboration de réponses avec les parties prenantes du secteur privé et les administrations publiques.

## Événements
Le Cluster maritime français est à l’origine de plusieurs événements et est régulièrement partenaire d’événements.
En 2006, il reprend avec Ouest France l’organisation des Assises de l'Économie de la Mer. Celles de 2025 auront lieu à La Rochelle en novembre.
Il est co-organisateur de plusieurs événements, notamment dans le cadre de l’Année de la Mer, en lien avec le Secrétariat Général de la Mer (exposition L’Océan vivant au Sénat du 22 mars au 20 juillet 2025.
Il participe à plusieurs salons (Euromaritime 2026, Pro&Mer 2025, AG de la Fédération des Industries Nautiques en mars 2025), et est partenaire d’événements (Shipping Days, Le Challenge ENVSN, etc.). Le Cluster maritime français fait aussi des colloques, par exemple les Engins et navires autonomes de la surface au grands fonds le 7 avril 2025, avec l’Académie de la Marine, le GICAN et l’ATMA.
Parmi les événements organisés en partenariat avec d'autres acteurs se trouvent :
- la 83e session du Comité pour la protection du milieu marin de l’OMI
- l'organisation avec l’Académie de la Marine, le GICAN et l’ATMA d’un colloque sur les Engins et navires autonomes de la surface au grands fonds le 7 avril 2025
- l'organisation de la septième Rencontres Transmanche le 21 mars 2025
- l'organisation avec le Ministère (DGAMPA - Affaires maritimes, pêche et aquaculture) en collaboration avec le CNES, le GICAN, le Pôle Mer Bretagne Atlantique, le Pôle Mer Méditerranée) : la Journée de l’Innovation Maritime consacrée à « l’Espace Mer » le mercredi 19 mars 2025 à l’Hôtel de Roquelaur